# 葉月翼
葉月翼（4月27日—），日本漫畫家。

## 作品
原作：吉野匠
- 忘卻的霸王羅蘭 、原名

原作：川原礫
- 刀劍神域 妖精之舞、原名

## 外部連結
- 精霊劇団 （页面存档备份，存于） - 本人によるサイト。
- 葉月 翼的X（前Twitter）